# Manuel Domínguez Sánchez
Pour les articles homonymes, voir Domínguez et Sánchez.
Manuel Domínguez Sánchez, né à Madrid le 21 décembre 1840 et mort à Cuenca le 15 avril 1906, est un peintre académique et illustrateur espagnol.

## Biographie
Il étudie à l'Académie royale des Beaux-Arts de San Fernando de Madrid, où il est l'élève de Federico de Madrazo. Pensionnaire de l'Académie d'Espagne à Rome en 1864, il participe à diverses Expositions Nationales des Beaux-Arts, gagnant un prix en 1871 avec La muerte de Séneca (La mort de Sénèque), une grande toile historique qui peut être considérée comme sa peinture la plus connue. De retour en Espagne, il entre comme professeur à l'Académie royale des Beaux-Arts de San Fernando ; il y sera reçu comme académicien en 1904.
Il travaille sur de grands projets décoratifs dans divers bâtiments monumentaux de la capitale espagnole comme le palais de Santoña (es) et le palais de Linares. Il fait aussi partie du groupe de peintres chargés du décor de la basilique Saint-François-le-Grand à Madrid. Il y réalise avec Alejandro Ferrant (es) les trois murs de la Grande Chapelle et un de la Chapelle de Carlos III.
En 1889, il préside la section espagnole lors de l'Exposition Universelle de Paris.

## Style
Son œuvre picturale a évolué depuis le « purisme du romantisme tardif » d'inspiration nazaréen vers un « réalisme vélasquézien » de style académicien en suivant le modèle de peinture proposé par Eduardo Rosales. Les critiques signalent également le décorativisme recherché dans ses tableaux. En tant que paysagiste, son amitié avec Casto Plasencia (es) le rapproche durant quelques étés aux expériences « de plein air » de la Colonie artistique de Muros (es).
Domínguez Sánchez aimait donner de longs titres explicatifs à ses œuvres ; par exemple son tableau le plus connu : Séneca, después de abrirse las venas, se mete en un baño y sus amigos, poseídos de dolor, juran odio a Nerón que decretó la muerte de su maestro (Sénèque, après s'être ouvert les veines, entre dans un bain et ses amis, possédés par la douleur, jurent de haïr Néron qui a décrété la mort de leur maître), ou sa Doña María Pacheco logra salir disfrazada de la ciudad de Toledo, merced a la generosidad de Gutierre López de Padilla (Doña María Pacheco parvient à quitter la ville de Tolède déguisée, grâce à la générosité de Gutierre López de Padilla), toile présentée à un concours de 1860.

## Œuvres
- Musée de l'Académie royale des Beaux-Arts de San Fernando, Madrid :
  - La resurrección de la hija de Jairo (La résurrection de la fille de Jairo).
- Musée du Prado, Madrid :
  - Margarita delante del espejo (Margarita devant le miroir, 1866), inspiré d'un poème de Goethe, huile sur toile, 185 x 102 cm[6].
  - La muerte de Séneca (La mort de Sénèque, 1871), huile sur toile, 270 x 450 cm. Médaille d'Or à l'Exposition Nationale de 1871[7].
  - Apunte de jardín, huile sur panneau, 24 x 13 cm.
- École Supérieure de Chant de Madrid (Palais Bauer (es)) :
  - La marquesa de Amboage (1899), huile sur toile, 241 x 131 cm ; dépôt du Musée du Prado ;
- Musée de Saragosse : 
  - Un episodio de la vida de san Francisco de Asís (Un épisode de la vie de Saint François d'Assise, en collaboration avec Alejandro Ferrant), huile sur toile, 160 x 73 cm; dépôt Musée du Prado.
- Musée National des Beaux-Arts de Cuba :
  - Caffé in Venice (Café à Venise)

En tant que portraitiste, on peut citer quelques œuvres de personnages influents comme Francisco Salmerón (dans la Chambre des députés) ou celle du Marquis veuf de Pontejos (dans l'Athénée de Madrid), mais il a aussi réalisé plusieurs toiles du roi Alphonse XII, conservées au Ministère du Développement, à l'Université Centrale de Madrid ou l'Ambassade espagnole à Paris.

## Hommages
À l'Académie Royale des Beaux-Arts de San Fernando est conservée une effigie de lui réalisée par le sculpteur Mariano Benlliure.

Galerie
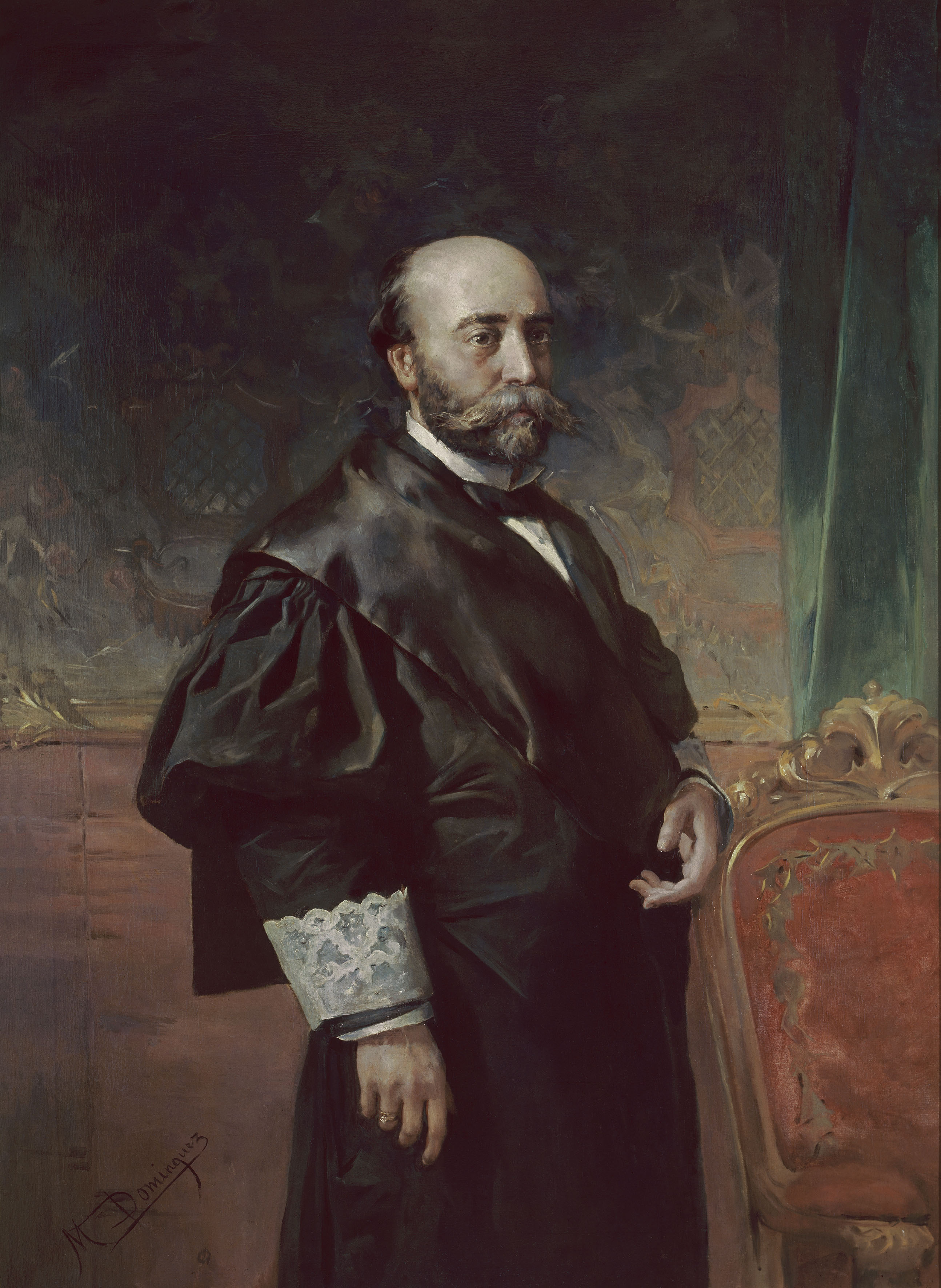
Portrait de Francisco Salmerón (1879, Palais des Cortès)
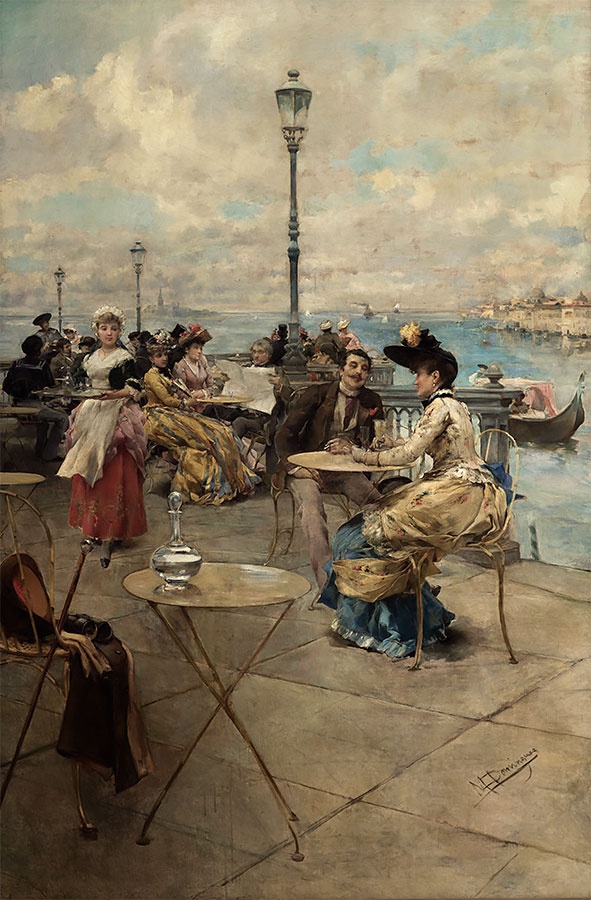
Café à Venise (Musée National des Beaux-Arts de Cuba
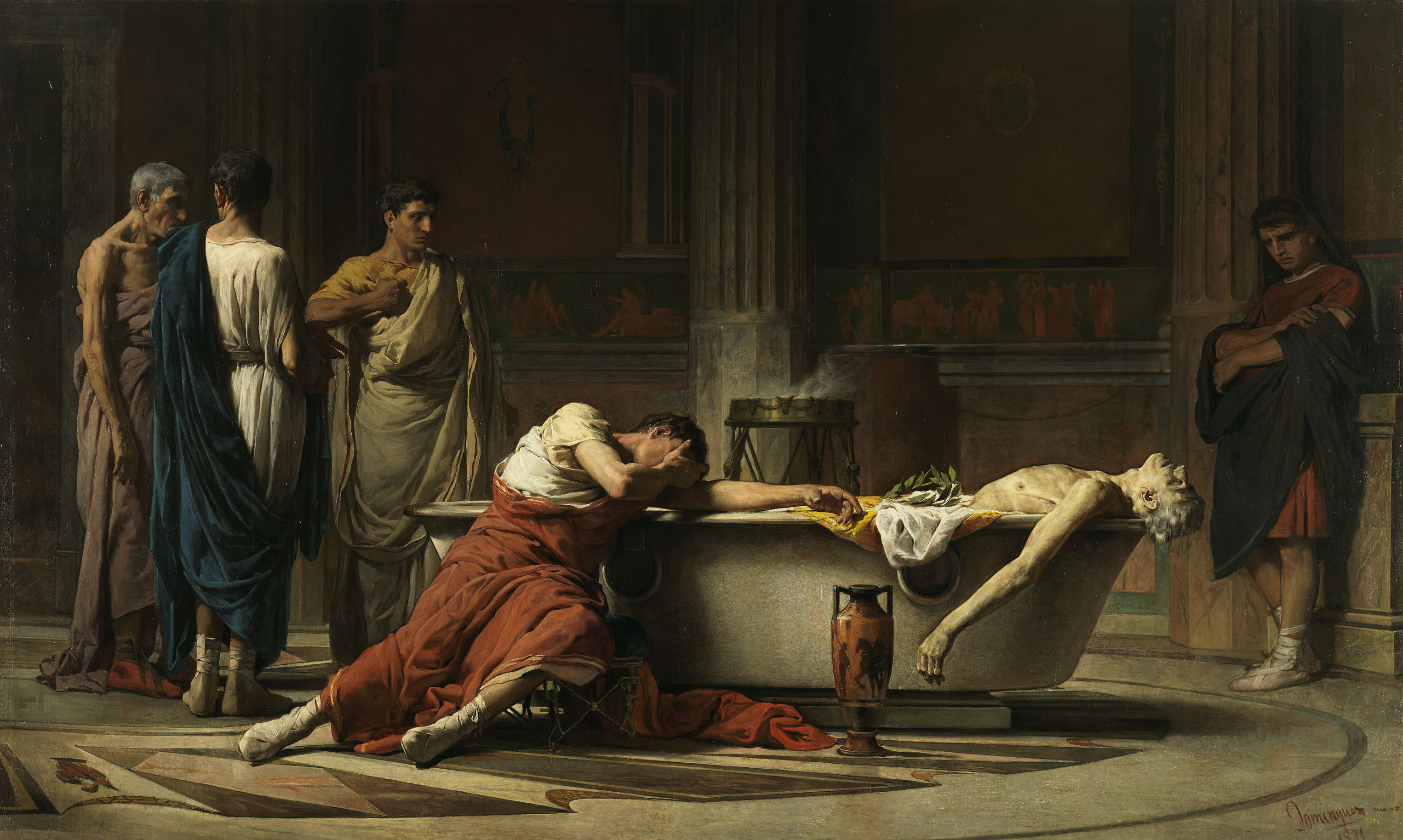
La mort de Sénèque (1871, musée du Prado)
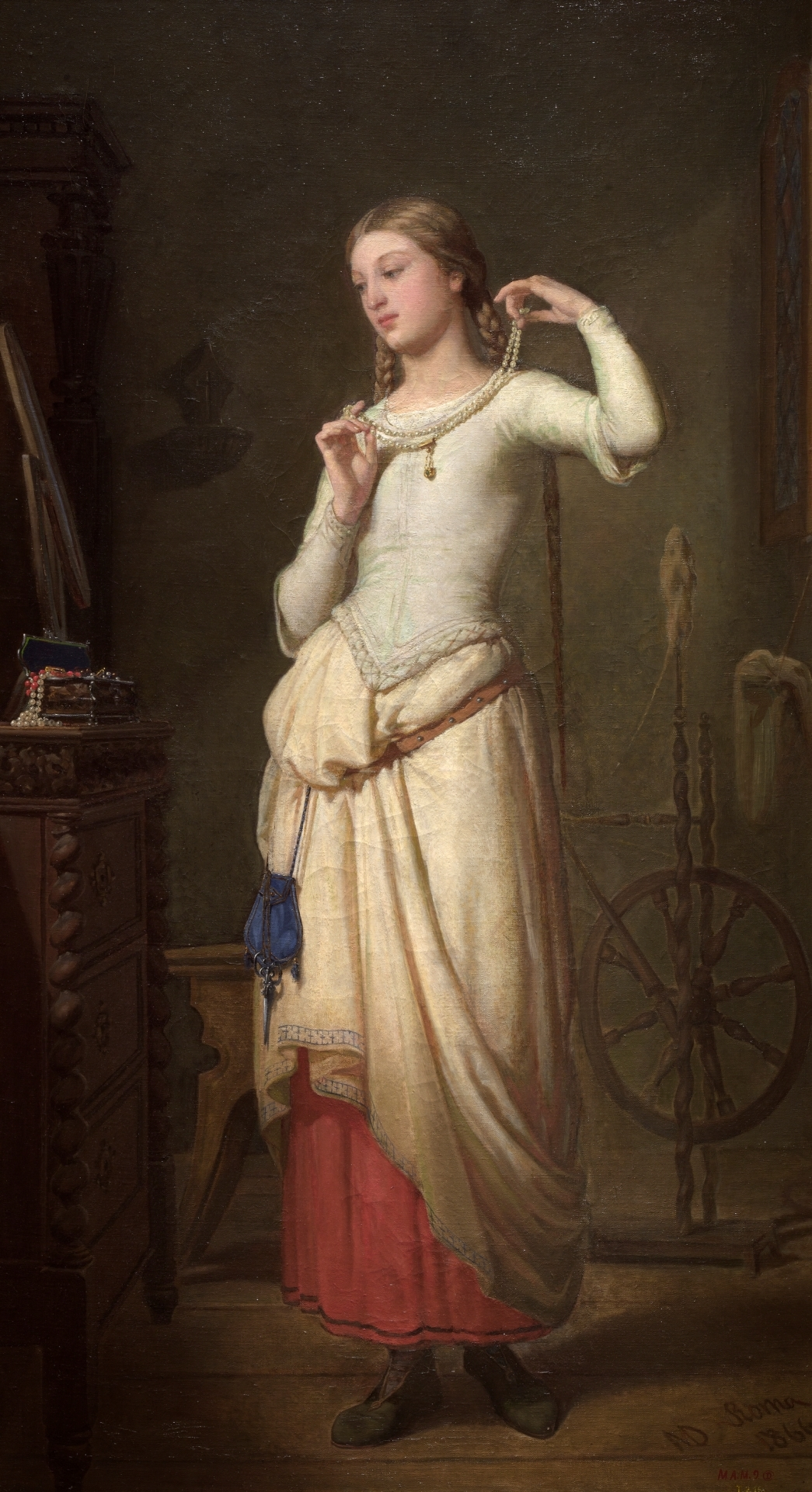
Marguerite devant le miroir (1866, musée du Prado)
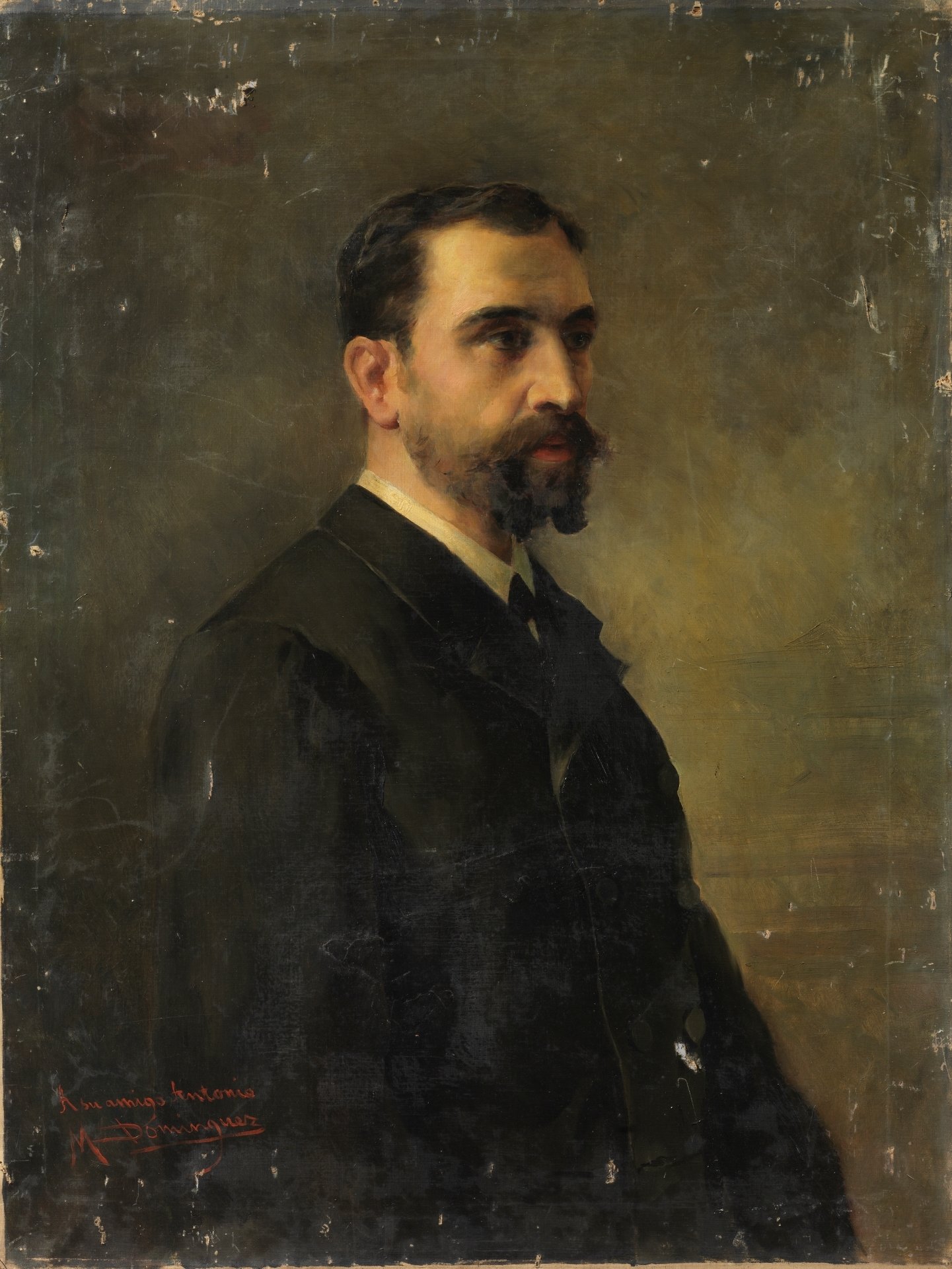
Portrait d'Antonio del Val (es) (vers 1875, musée du Prado)